# Élisabeth Revol
Élisabeth Revol, née le 29 avril 1979 à Crest (Drôme), est une alpiniste française, notamment connue pour ses réalisations himalayennes en style alpin. Elle débute par son premier sommet à 6 000 m en 2006 puis deux ans plus tard, part sur l’Himalaya. Elle est la première femme à avoir réalisé le triplé Broad Peak - Gasherbrum I - Gasherbrum II en solitaire et sans oxygène. Le Gasherbrum I - Gasherbrum II sont enchaînés en un temps record de 52 heures sans retour au camp de base. Elle est également la première femme à réussir un 8 000 en hiver, en style alpin au Pakistan, avec ouverture d'une voie en face nord ouest en hiver.
En janvier 2018, Élisabeth Revol bénéficie du sauvetage considéré comme l'un des plus exceptionnels de l'histoire de l'alpinisme. Alors qu'elle a réussi avec Tomasz Mackiewicz à atteindre le sommet du Nanga Parbat dans des conditions très difficiles, la santé de Mackiewicz décline de façon fatale. Ils survivent à une nuit au dessus des 7 000 mètres. Puis seule, elle réussit à survivre à une deuxième nuit consécutive à plus de 6 000 mètres. Pour venir au secours d'Élisabeth Revol, Denis Urubko et Adam Bielecki battent un record en remontant plus d'un kilomètre en moins de huit heures via la « voie Kinshofer » après un transport en hélicoptère de l'armée pakistanaise. Ils rejoignent Élisabeth Revol vers les 6 200 mètres d’altitude dans la nuit avant de réussir à la raccompagner vers des hauteurs permettant son transport en hélicoptère au matin.
Un an et demi après son sauvetage, elle réussit l'ascension de l'Everest (8 848 mètres) puis gravit le lendemain le Lhotse, quatrième sommet du monde, culminant à 8 516 mètres d'altitude, et adjacent à l'Everest.

## Biographie
Originaire de la Drôme, Élisabeth Revol randonne, entre autres, dans le massif des Écrins avec son frère et ses parents. Durant l'adolescence, son goût pour l'alpinisme reste présent. Elle pratique la gymnastique jusqu'à 18 ans. Elle commence réellement l'escalade à 20 ans et prend ce qu'elle nomme « le virus de la grimpe ». Petit gabarit d'un mètre 56, elle a reçu de ses parents le goût de la montagne. Voulant devenir guide, elle devient professeur de sport « un peu par hasard » au début dit-elle, métier qu'elle arrêtera au milieu des années 2010 pour devenir « grimpeuse professionnelle ».

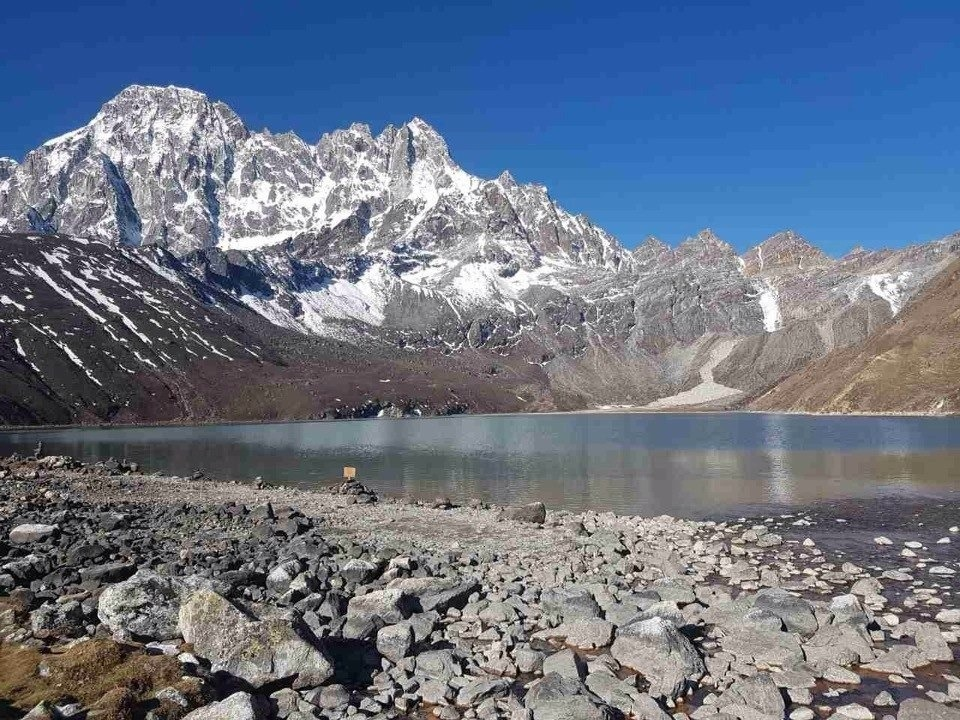
Le Pharilapcha en arrière plan.

Durant une dizaine d'années, elle parcourt largement les sommets des Alpes. En 2006, Élisabeth Revol part en Bolivie avec le groupe excellence alpinisme national de la Fédération française des clubs alpins et de montagne (FFCAM). Là, l'équipe réalise cinq ouvertures. C'est son premier 6 000 m. L'année suivante, elle s'envole pour le Népal et découvre l'Himalaya comme « un univers infini d'exploration » ; elle ouvre une nouvelle voie dans la face sud est du Pharilapcha (6 017 mètres).
En 2008, elle part au Pakistan et réalise l'ascension de trois sommets de plus de 8 000 mètres, les premiers pour elle : le Broad Peak, le Gasherbrum I et le Gasherbrum II. Ces trois sommets ont été réalisés en 16 jours, en solitaire, sans oxygène. Le Gasherbrum I - Gasherbrum II sont enchaînés en un temps record de 52 heures sans retour au camp de base. C'est lors de son retour vers Islamabad qu'elle survole le Nanga Parbat : « mon cœur s'est aussitôt emballé pour cette montagne impressionnante, mon regard était aimanté » mais les 8 000 en hiver lui semblent inaccessibles.
En 2009, elle atteint le sommet Est de l'Annapurna I (8 013 mètres) avec Martin Minařík (en) par une ouverture de voie partant de la vallée du Machapuchare, remontant au Singu Chuli et Roc noir. Une longue ascension. Le vent les empêche de continuer en direction du sommet Central. Pris dans une violente tempête de neige, Martin Minarik disparaît pendant la descente ; elle le cherche pendant des heures puis redescend seule. Élisabeth Revol met quatre ans avant de retourner en Himalaya.
De 2009 à 2013, elle arrête les projets himalayens et se lance dans le Raid multi-sports à travers le monde au sein du Team Lafuma. Cette équipe remporte plusieurs titres :
- champion d'Europe en 2012[10],[11],[12]
- 5e au championnat du monde en 2012[13]
- champion de France en 2013[14]
- 3e sur une manche de coupe du monde raid en Équateur

En parallèle, elle obtient des succès en France en compétition individuelle ou en équipe : M² Race, Raid du Mercantour, Raid Vauban, Raid des terres noires, Raid Vallon Pont d'Arc, Raid VTT les Chemins du soleil, 2e à la Transvésubienne.

### Retour en montagne
À partir de 2013, son principal projet himalayen devient l'ascension du Nanga Parbat en hiver.
Elle connaît une première expérience en style alpin sur l'éperon Mummery début 2013 avec une mauvaise météo. Elle est accompagnée de l'Italien Daniele Nardi et ils échouent après deux tentatives sur cette voie. Deux ans plus tard, elle parvient le 17 janvier 2015 à l'altitude de 7 800 mètres avec Tomasz Mackiewicz, puis ils font demi-tour ; la météo ne leur permet pas de continuer en direction du sommet. Ce sont les premiers à atteindre cette altitude en style alpin. Le duo a emprunté la voie Messner 2000 pour parvenir a cette altitude,. Elle a rencontré Tomasz Mackiewicz dit « Tomek », un alpiniste polonais « au parcours tumultueux », à Chilas au Pakistan ; celui-ci vit avec une fascination mystique pour le Nanga Parbat et parle à Fairy, la divinité qui habite la montagne. L'année suivante elle y retourne avec Tomek et échoue de nouveau, le 23 janvier à cause du froid extrême, à 7 500 m.
Mi mai 2017, elle tente l'ascension du Makalu (8 481 mètres). Elle atteint l'antécime du Makalu (8 445 mètres) le 10 mai 2017 puis abandonne à cause de la météo. Elle déclare que « la suite de l’itinéraire est dangereuse du fait de l’accumulation de neige, des corniches et du vent. L’aventure s’arrête là, ce qui devrait être une déception de ne pas arriver au sommet si proche, est largement compensé par la magie du lieu. »
Le 22 mai 2017, elle réalise sans apport d'oxygène artificiel, en solitaire, l'ascension du Lhotse (8 516 mètres), le quatrième sommet le plus haut du monde, La montée est difficile, avec un vent violent, et elle la termine accroupie. Elle ne reste que dix secondes au sommet puis redescend de nuit.
Lors d'une tentative sur la voie normale sud (côté Népal) de l'Everest (8 849 mètres) le 27 mai 2017, sans oxygène supplémentaire et en solitaire, elle doit rebrousser chemin vers 8 500 mètres en raison du mauvais temps,.
Tous ces sommets himalayens et tentatives ont été réalisés sans l'apport d'oxygène artificiel, sans porteur d'altitude et souvent en solitaire. Élisabeth Revol s'entraîne au minimum vingt heures par semaine avant ses expéditions et s'astreint à un régime alimentaire strict.

### Retour au Nanga Parbat

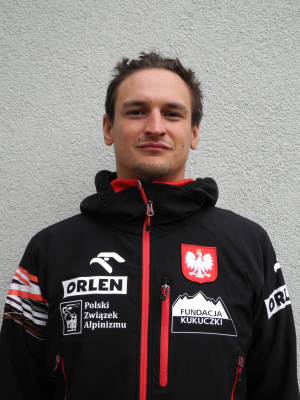
L'alpiniste polonais Adam Bielecki.

En décembre 2017, Élisabeth Revol et Tomasz Mackiewicz atterrissent à Islamabad puis retournent à nouveau sur cette montagne, la « montagne tueuse », aussi appelée la « montagne nue » ou Diamir (signifiant « Roi des montagnes »). Elle a déjà tenté trois fois auparavant et Mackiewicz six fois,.
Ils restent bloqués trois semaines à 3 800 m à cause du mauvais temps et surtout de vents violents contrariant leur acclimatation. En date du 22 janvier, ils sont au camp 2 à 6 600 m. Après un jour blanc et d'attente à cause du jet stream, les empêchant d'établir un camp à une altitude supérieure plus proche du sommet, il fait beau ce matin du 25 janvier 2018 au camp 4 à 7 300 m, même si l'hiver reste glacial. Ils partent tardivement à 7 h 30, légers, confiants, avec l'équipement minimum pour faire l'aller retour dans la journée en style alpin. En fin de matinée et après des passages compliqués, ils atteignent 7 500 m. Les difficultés d'ascension s'accroissent à mesure qu'ils progressent. Ils perdent donc du temps et arrivent à 8 036 m (pénétrant ainsi dans la « zone de la mort ») à 17 h 15, « un peu tard sur le timing » ; mais motivés et pleins d'émotion, ils prennent ensemble la décision de continuer, le froid restant encore gérable juste avant que le soleil ne se couche. Vers 18 h, de nuit et dans des températures basses (‒50, −60 °C), un « froid mordant », elle atteint le sommet, et attend Tomasz Mackiewicz avant d'entamer une descente « engagée ». Les conditions météos sont très dures. Ils réussissent ainsi la première ascension hivernale en style alpin (sans porteur, sans oxygène, sans corde et camp fixe), par une nouvelle voie. Élisabeth Revol réussit la première ascension hivernale féminine de ce difficile sommet.

#### Descente
Au sommet, sans signe précurseur, Tomasz Mackiewicz lui explique qu'il a des problèmes de vue et annonce : « Éli, qu'est-ce qui se passe avec mes yeux ? Éli, je ne vois plus ta frontale, je te voie floue! » Il est atteint de cécité des neiges. Pour Revol, la joie d'être au sommet se transforme en « cauchemar » ; elle doit réagir rapidement et commencer à rapidement perdre de l'altitude. Devant l'urgence de la situation, elle aide son compagnon à descendre durant toute la nuit en s'éclairant à la frontale, elle l'épaule et le réchauffe dans des conditions extrêmement sévères. Glacés par les températures et le vent, ils doivent impérativement chercher à atteindre leur camp de base, sans s'arrêter, le tout dans une marche lente de par l'état de Mackiewicz. Son état se dégrade rapidement, Tomasz Mackiewicz commence à avoir des symptômes d'œdème pulmonaire et cérébral, une urgence absolue en alpinisme sans oxygène. Il retire son Buff de son nez, ayant du mal à respirer. De plus, il est frigorifié, ses mains en particulier sont très atteintes. Revol tente de lui faire une injection de dexaméthasone, mais l'unique aiguille se casse sur la combinaison de l'alpiniste polonais. Élisabeth Revol lui donne alors la dexaméthasone sous forme de quatre cachets. La descente devient de plus en plus difficile, Mackiewicz continuant de se dégrader, mais ils progressent doucement, aidés par les automatismes de cordée établis au cours de leurs expéditions communes- 
À 7 522 m, Élisabeth Revol comprend qu'ils sont piégés : le duo n'atteindra pas le camp 4 mais ne peut pas s'arrêter là. À 23 h 10 elle lance un SOS sur son inReach, puis informe dans la nuit le camp de base, son mari, et Anna, la femme de Mackiewicz, de la situation compliquée dans laquelle ils se trouvent. Tomasz Mackiewicz, avec de très graves gelures, dès le début de la descente, a du mal à avancer, à bouger et il respire toujours difficilement. Ils continuent à progresser malgré tout. Sur un passage plus facile, Élisabeth Revol part seule en avant pour chercher un endroit où ils pourraient s'abriter.
Ils arrivent finalement à se réfugier dans une crevasse à 7 282 mètres d'altitude vers 4 h du matin. Mackiewicz est totalement à bout de force arrivant à peine à mettre un pied devant l'autre. Des messages de soutien arrivent sur l'inReach de Revol, la prévenant de l'organisation de secours terrestres et aériens. Ils sont encore en vie au matin du 26 janvier. Au lever du jour, elle décide de traverser et de monter seule au camp 4 pour récupérer duvet, nourriture, réchaud, matelas ou tente. Le temps ayant effacé les traces de la montée effectuée deux jours plus tôt, doublé du manque de concentration dans une telle situation, elle cherche le camp 4 et sa tente pendant plusieurs heures ; face à l'échec, elle décide de rejoindre son compagnon d'ascension dont l'état physique a encore empiré. Élisabeth Revol envisage alors les options possibles, les différentes voies pour rejoindre une altitude plus basse. Tous deux sortent, difficilement, de la crevasse les protégeant. « Intérieurement, je suis vidée », précise-t-elle. Convaincue par son expérience et les messages de son équipe qu'il lui faut descendre en dessous de 7 000 m, Revol ne se résout pas à laisser son compagnon. Après échanges de messages l'informant des prochains secours, elle redescend Tomasz Mackiewicz dans la crevasse et se décide à partir pour l'altitude demandée en milieu d'après midi.

#### Secours
Une opération de secours héliportée, est lancée pour tenter de sauver Mackiewicz. Un groupe international d'alpinistes secouristes se mobilise rapidement. Alors, sur les conseils de ceux-ci, la seule solution est de faire descendre Revol en solitaire, pour avoir une chance de récupérer Tomasz Mackiewicz par les airs. Il est dans un état désespéré à 7 200 m. En parallèle, dans la nuit du 25 au 26 janvier 2018, informée par un SMS de l’époux d'Élisabeth Revol, une amie à elle, Masha Gordon, monte en urgence une campagne de financement participatif sur internet pour financer le décollage d'hélicoptères pakistanais. L'information circule très rapidement sur les réseaux sociaux. En quelques heures, les fonds sont trouvés, principalement auprès de la diaspora polonaise. Les secouristes espèrent sauver Tomasz Mackiewicz. Durant ce temps, Élisabeth Revol descend relativement rapidement malgré le manque d'équipement, par la voie Kinshofer, vers le camp 3. Juste après 16 h, elle apprend que les hélicoptères seront peut être sur place le lendemain, elle atteint peu après l'altitude de 6 671 m demandée par les secours pour l'envoi de l'hélicoptère. Sachant qu'elle devra passer une nuit de plus sur la montagne, elle cherche des solutions et finit par trouver un abri précaire. Sa nuit est chaotique, elle sait qu'elle ne doit pas dormir à cause du froid, mais ne peut résister à l'épuisement. Au matin, Revol est atteinte de gelures après avoir retiré une chaussure à cause d'une hallucination, ainsi que d'épuisement après trente-cinq heures sans manger et isolée. En milieu de matinée, assoiffée et dans l’incompréhension de ce qui s'organise autour d'elle, elle décide de sortir de son recoin glacé puis apprend vers 13 h que les hélicoptères ont décollé. Mais plus de quatre heures passent sans que les secours n'arrivent ; malgré le mauvais temps qui arrive, Revol souhaite alors continuer à descendre, de nuit, sans lumière ni équipement, mais aidée par des cordes fixes laissées là par une précédente expédition.
Pendant ce temps-là, une équipe d'alpinistes polonais composée d'Adam Bielecki, Denis Urubko, Jarosław Botor et Paweł Tomala, présents sur le K2, se porte volontaire afin de partir aider leurs amis en perdition sur les flancs du Nanga Parbat. Ils attendent un temps l'hélicoptère qui les dépose vers 17 h 30 sur le Nanga Parbat, à 4 850 m sous le camp 1. Après huit heures d'une impressionnante ascension, Urubko puis Bielicki parviennent à 5 950 m vers 2 heures à faire le lien avec Revol. « Adam, I have her ! »[pas clair], crie Denis Urubko. Exposée en permanence aux vents, sans connaissance de l'état de son compagnon ni des secours, la seconde nuit sur la montagne, seule, a été extrêmement éprouvante pour l'alpiniste. Elle ne savait pas qu'une équipe montait à sa rencontre. Malgré tout, elle parvient à descendre, confrontée à de grandes difficultés. Devant les conditions météorologiques, Adam Bielecki l'informe qu'un sauvetage pour récupérer Mackiewicz est impossible : « Éli, je suis désolé, mais on ne peut rien faire. Il faudrait être six pour le redescendre, et avec des bouteilles d'oxygène. », La décision est prise par l'ensemble de l'équipe de soutien,. Déjà, à ce moment-là, le sauvetage a pris une ampleur médiatique. Après un repos de quatre heures dans un bivouac précaire, le groupe de trois décide de descendre. Les doigts de Revol sont gelés et inutilisables, mais aidée et encordée, elle progresse et finit par rejoindre l'hélicoptère. Entre la dépose des deux alpinistes et la montée d'Élisabeth Revol dans l'hélicoptère, il ne s'est « écoulé que dix-huit heures ».
Élisabeth Revol a réussi à descendre et est encore en vie malgré des dizaines d'heures passées en altitude, dans un froid extrême, un vent à 150 km/h, sans eau, nourriture et équipement : ses pairs lui reconnaissent une grande force mentale et Stéphane Benoist cite « une énergie, une capacité de survie bien au-delà du commun des mortels ». Les spécialistes d'ascensions hivernales en Himalaya Adam Bielecki et Krzysztof Wielecki diront qu'aujourd'hui encore ils ne comprennent pas comment Élisabeth a pu survivre à trois nuits dehors ; survivre une nuit sans bivouac en hiver sur une telle montagne est quasi impossible.

### Retour en France
Après avoir quitté le camp de base, les deux hélicoptères se posent sur une base militaire pour ravitailler ; l'équipe est rejointe par l'Ambassadeur de France au Pakistan. Dans un état de « désespoir complet », Revol est transférée à Islamabad durant deux jours puis à Sallanches le 30 janvier afin de soigner ses gelures. Elle évitera toute amputation et ne gardera aucune séquelle,.
Le jour de sa sortie de l'hôpital le 7 février, Élisabeth Revol donne une conférence de presse à Chamonix. Sous l'emprise de la culpabilité, en « deuils traumatogènes » et en choc post-traumatique, elle accuse à tort l'armée pakistanaise et elle-même,.
L’information du sauvetage a été relayée par tous les médias généralistes, avec son lot de commentaires en tout genre sur les réseaux sociaux,. Beaucoup en ont parlé sans même avoir eu le moindre détail de source fiable et vérifiée,. Elle est « détruite par les pensées négatives, les jugements hâtifs, les insultes ». Dès le début du sauvetage, une stricte « sélection parmi les journalistes » est réalisée par deux attachées de presse, Anne Gery et Laetitia Briand, afin de préserver Revol de la pression médiatique. L'AFP, Envoyé Spécial et VSD sont les trois médias sélectionnés. Les autres sont écartés, afin de laisser un maximum de repos à Revol. Anne Gery précise : « il a été décidé de répondre à un seul support de presse : l’Agence France Presse. Ce choix allait au plus rapide, au plus simple, et sans doute au plus respectueux et avec une journaliste sensibilisée à la montagne… Une seule interview. Une seule source. » Antoine Chandellier du Dauphiné libéré, précise que « la presse régionale, spécialisée, montagnarde, qui a été la première à parler de ses ascensions et à relayer l'appel de crowdfunding, est écartée. […] Cette mauvaise communication suscite des polémiques ».
Avec le recul, elle analyse la « cascade de petites erreurs » qui ont conduit au drame. Ils ont toujours évalué les risques de leurs expéditions pour les réduire autant que possible. Elle reconnaît aussi que son expérience et ses automatismes lui ont sauvé la vie, lui permettant de descendre.
Dans une longue convalescence, elle écrit une lettre pleine d'émotions à son compagnon de cordée disparu, publiée en mai 2018,. Elle se remet rapidement au sport : course, vélo, grimpe. Un an après, elle envisage de retourner sur le Nanga Parbat, mais la mort de deux alpinistes en mars 2019 sur cette montagne lui fait abandonner l'idée. Elle reste coupée des médias jusqu'en octobre 2019.

### Retour dans l'Himalaya
Son « addiction » aux  hauts sommets fait qu'en avril 2019, après s'être acclimatée sur le Lhotse, elle entreprend l'ascension de l'Everest par une voie normale, non « exposée », refusant ainsi l'« idée de performance » ou « prise de risques ». C'est un test pour elle-même. Elle part à 22 h du camp 4. Mais ce mois de mai reste une saison touristique pour cette montagne. Elle est bloquée une heure à 8 500 m et ne pouvant rester dans les principes du style alpin, elle utilise l'oxygène vers le sommet sud 8 700 m, à cause du trafic encore trop important dans la voie : il est dangereux de rester immobile à attendre sans oxygène à ces altitudes, car l'organisme s'épuise et le froid saisit tout de suite. L'oxygène avait été imposé par son sponsor et quelqu'un la suivait avec une réserve. Elle parvient le 23 mai au sommet par le versant sud, passant le Ressaut Hillary. Un « rêve de gamine »,. Le retour au camp 4 se fait dans la tempête. Une polémique va s'engager concernant son usage de l'oxygène et dure deux semaines. Elle restera au Népal durant cette période.
Le lendemain, elle a un court créneau météo et part seule à 3 h gravir le Lhotse, sommet adjacent à l'Everest et quatrième sommet du monde avec 8 516 mètres,. Elle atteint le sommet à 9 h 20. Elle juge que cette double ascension est sa « convalescence », sa « guérison ».
En septembre 2019, elle gravit le Manaslu, sommet himalayen culminant à 8 163 m afin, précise-t-elle, de fuir la pression médiatique liée à ses précédentes ascensions et à la sortie de son livre.
Quelque temps après, elle publie un récit de son aventure aux éditions Arthaud intitulé Vivre : Ma tragédie au Nanga Parbat,,,.

## Sommets de plus de8 000 mètres
- Broad Peak, 2008 (en style alpin)

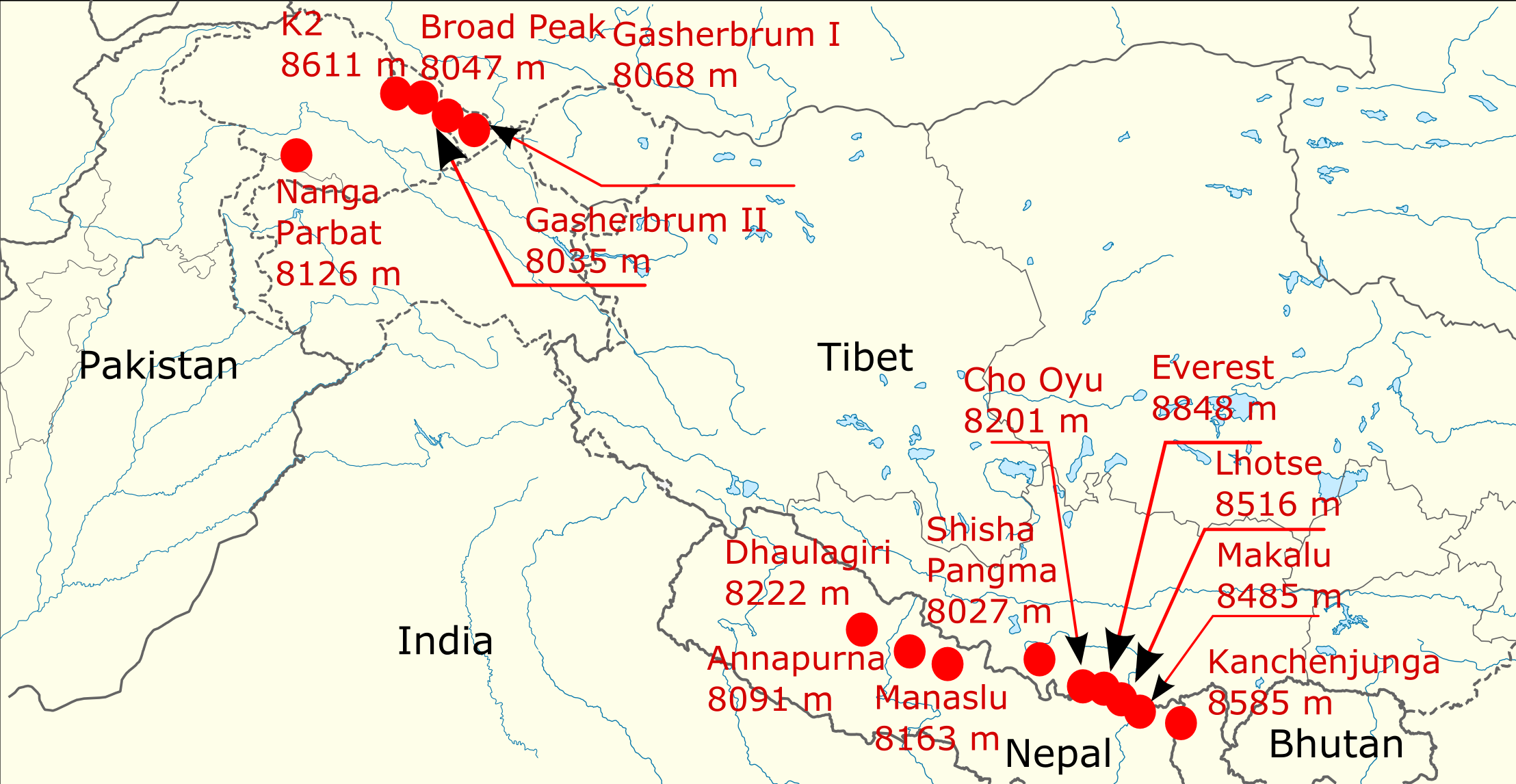
Carte des principaux sommets de l'Himalaya.

- Gasherbrum I, 2008 (en style alpin)
- Gasherbrum II, 2008 (en style alpin)
- Annapurna, 2009
- Nanga Parbat, 2018 (en style alpin)
- Everest, 2019
- Lhotse, 2019
- Manaslu, 2019